# Brasil neerlandès
El Brasil holandès o Nova Holanda (oficialment: Nieuw Holland) va ser una colònia holandesa a Amèrica del Sud des de 1630 fins a 1654.
El Brasil va ser colonitzat originalment per Portugal, i aquestes colònies van ser en part ocupades per les Set Províncies Unides dels Països Baixos. Els diferents governadors de la colònia van intentar atreure el màxim d'immigrants a la zona, amb un èxit moderat. Finalment, el 1654, els neerlandesos van ser expulsats de la zona pels portuguesos. Ara aquesta regió pertany al Brasil.

## Antecedents
A finals de segle xv, quan es va subscriure el Tractat de Tordesillas, tota l'àrea avui coneguda com el Brasil estava habitada per tribus seminòmades que subsistien de la caça, pesca, recol·lecció i agricultura. El 26 de gener de 1500, el navegant i explorador al servei de la Corona de Castella Vicente Yáñez Pinzón va arribar al cap de Santo Agostinho, a Pernambuco, i, el 22 d'abril del mateix any, Pedro Álvares Cabral, capità d'una expedició de l'Imperi Portuguès en ruta cap a les Índies, va arribar a Porto Seguro, a Bahia, convertint a la regió en colònia del Regne de Portugal.
El país va ser gradualment poblat per portuguesos que buscaven escapar de la pobresa, i per nobles qui se'ls van concedir privilegis colonials. En 1548 es va crear administrativament l'Estat del Brasil a la colònia, amb la consegüent instal·lació d'un govern general, i a l'any següent s'hi va fundar la primera capital, Salvador. L'economia de la colònia, iniciada amb l'explotació del pal brasil que va donar el seu nom al Brasil, el tronc del qual conté una preuada tintura vermella) i els bescanvis entre els colons i els índígenes, va passar gradualment a estar dominada des de mitjans del segle xvi pel cultiu de la canya de sucre a causa de l'alta demanda de sucre a Europa, crescuda en plantacions anomenades «engenho» al llarg de la costa nord-est (amb l'ús de mà d'obra esclava, inicialment indígena i després africana) que va tenir a Pernambuco el seu principal centre productor, regió que va arribar a assolir el lloc de major i més rica àrea de producció de sucre del món.
Durant els dos primers segles de període colonial, altres potències europees, atretes pels grans recursos naturals i les terres inhabitades, van intentar establir colònies en diverses parts de l'avui territori brasiler, desafiant la butlla papal i el tractat de Tordesillas. Els colons francesos van tractar d'establir-se en l'actual Rio de Janeiro (de 1555 a 1567, en l'anomenada França Antàrtica), i en l'actual São Luís (de 1612 a 1614, en l'anomenada França Equinoccial). La finalment frustrada intrusió neerlandesa al Brasil va ser de més llarga durada i més problemàtica per a Portugal. Els corsaris neerlandesos van començar per saquejar la costa: van saquejar Bahia en 1604, i fins i tot van capturar temporalment la capital, Salvador el 1624.
El 1602 es va fundar la Companyia Holandesa de les Índies Orientals, amb l'objectiu de compartir els costos d'exploració de les Índies orientals i restablir el comerç de les espècies, una font d'ingressos vital per a la república de les set Províncies Unides. 20 anys després, a imitació de l'anterior, es va crear la Companyia Holandesa de les Índies Occidentals. Ambdues companyies van dur a terme nombroses expedicions, barreja d'operacions comercials i militars, a les colònies portugueses de tot el món.

## El Brasil Neerlandès

### Creació
L'ocupació neerlandesa de Salvador de 1624 va resultar un fracàs, ja que un any després els portuguesos van recuperar la ciutat amb l'ajuda d'una important armada ibèrica. A principis de 1629, els Heren XIX de la Companyia Holandesa de les Índies Occidentals van decidir prendre possessió de les possessions portugueses al nord-est del Brasil, on es trobava la major part de la producció de canya de sucre i que suposava una bona base naval per als atacs a les flotes espanyoles i portugueses que viatjaven cap a Europa des de la Plata i el litoral sud-est del Brasil.

Atac a Olinda i Recife, 1630.

El 26 de desembre de 1629 va partir de Cap Verd cap a Pernambuco una poderosa esquadra amb 67 vaixells i prop de 7.000 homes, la major vista en la colònia, sota el comandament de l'almirall Hendrick Lonck i el coronel Diederick van Waerdenburgh va aconseguir capturar les principals fortificacions de la capitania. La fràgil resistència portuguesa en el barri Rio Doce va ser derrotada, i els neerlandesos van envair sense més contratemps Olinda. Els habitants, en pànic, van fugir enduent-se el que van poder. Algunes bosses de resistència van ser eliminades, destacant-se la valenta lluita del capità André Temudo en la defensa de l'església de la Misericòrdia. En pocs dies, Olinda fou saquejada i incendiada i el seu port, a l'actual Recife, fou ocupat.
Malgrat les victòries ràpides i fàcils a la regió, els portuguesos van continuar sent una amenaça pels interessos de la WIC. El 1631 un atac d'una armada ibèrica va ser rebutjat durant la batalla de Recife, i, a l'interior, els portuguesos van aconseguir resistir durant anys al seu campament fortificat d'Arraial do Bom Jesus. Amb el suport de nous reforços de la República i d'uns pocs desertors del bàndol portuguès, entre ells Domingos Fernandes Calabar; Van Waerdenburgh, que havia estat nomenat governador, va poder conquerir diverses capitanies al nord-est. El domini neerlandès s'estenia. l'any 1634, des de Rio Grande do Norte i Paraíba fins a Cabo de Santo Agostinho. A mitjans de 1635 la WIC va fer-se finalment amb l'interior de Pernambuco, després de la captura d'Arraial do Bom Jesus, en una campanya dirigida pel coronel Arciszewski el 8 de juny. En posseir moltes plantacions, els neerlandesos es van veure temptats d'adoptar completament el sistema d'esclavitud i comerç d'esclaus, que havia estat rebutjat com a poc ètic en dues ocasions, el 1623 i el 1635.

### Govern de Nassau

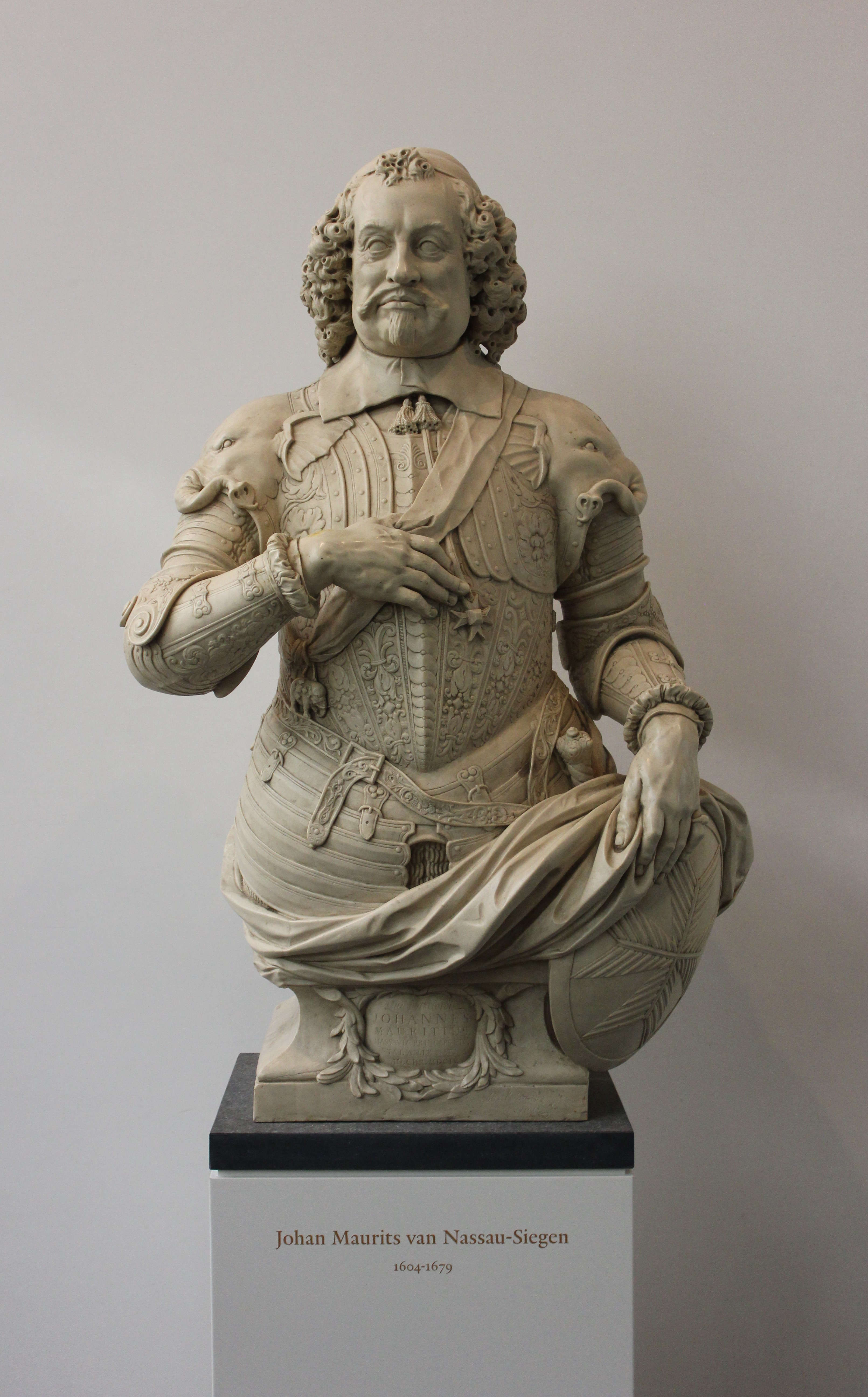
Joan Maurici de Nassau, per Bartholomeus Eggers

Joan Maurici de Nassau-Siegen va desembarcar a Nova Holanda el 1637, acompanyat per un equip d'arquitectes i enginyers. En aquest punt comença la construcció de Mauritsstad (o Stadt Mauritius, actual Cidade Maurícia, una part de la ciutat de Recife), que va ser dotada de ponts, dics i canals per vèncer les condicions geogràfiques locals. L'arquitecte Pieter Post va ser el responsable del traçat de la nova ciutat i d'edificis com el Palau de Friburg, seu del poder colonial al Brasil neerlandès, i que tenia un observatori astronòmic (el primer de l'Hemisferi Sud) i va abrigar el primer far i el primer jardí zoobotànic d'Amèrica. El 28 de febrer de 1643, Recife (el què avui coneixem com el casc antic del municipi) va ser connectat a Cidade Maurícia amb la construcció del primer gran pont d'Amèrica Llatina, que duu el nom del governador: Pont Maurício de Nassau. En aquella època, Recife va ser considerada la ciutat més cosmopolita d'Amèrica, i tenia la major comunitat jueva de tot el continent, que va construir, en l'època, la primera sinagoga del Nou Món, la Kahal Zur Israel, així com la segona, la Maguen Abraham. A Nova Holanda es van encunyar les primeres monedes en territori brasiler: els florins (or) i els soldos (plata), que contenien la paraula «Brasil».
Per diversos motius, sent un dels més importants l'exoneració de Maurici de Nassau del govern de la capitania per la Companyia Neerlandesa de les Índies Occidentals, el poble de Pernambuco es va rebel·lar contra el govern, unint-se a la feble resistència encara existent, en un moviment denominat Insurrecció Pernambucana. Enl 15 de maig de 1645, reunits en l'Ingeni sucrer de São João, divuit líders insurgents pernambucans van signar un compromís per lluitar contra el domini neerlandès en la capitania. Amb l'acord signat, va començar el contraatac a la invasió neerlandesa.

### Insurrecció i restauració

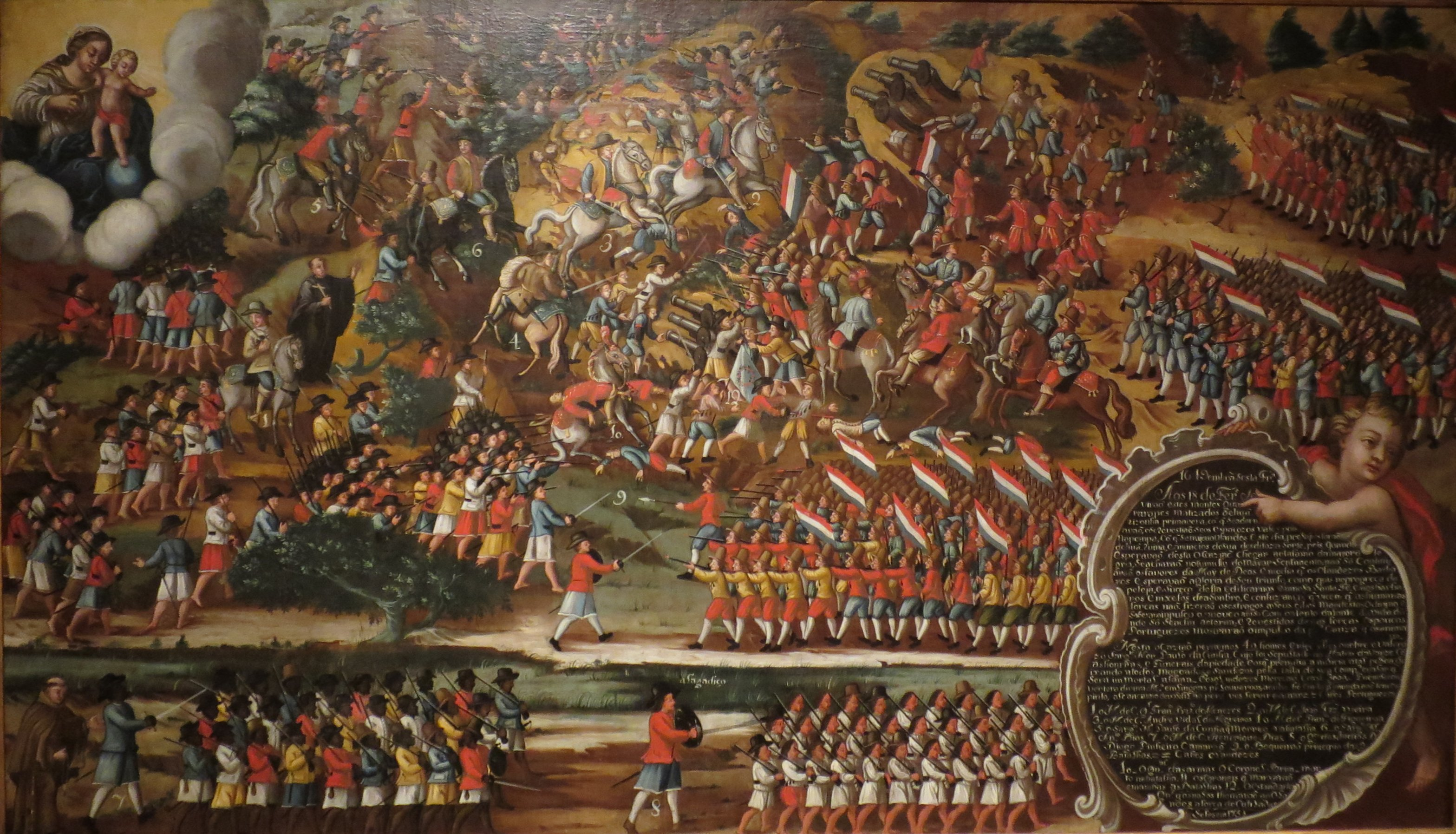
Batalla de Guararapes (1648)

La primera victòria important dels insurgents es va donar al Monte das Tabocas (actualment localitzat en el municipi de Vitòria de Santo Antão), on 1.200 insurgents mazombos (fills d'europeus nascuts al Brasil) amb armes de foc, falçs, bastons i fletxes van derrotar en una emboscada a 1.900 neerlandesos ben armats i entrenats. L'èxit va donar al líder Antônio Dias Cardoso el sobrenom de Mestre das Emboscadas. Els neerlandesos que van sobreviure van tornar a lluitar a Casa Forte, sent novament derrotats per l'aliança dels mazombos, indis nadius i esclaus negres. Van recular novament cap a les fortificacions de Cabo de Santo Agostinho, Pontal de Nazaré, Sirinhaém, Rio Formoso, Porto Calvo i Fort Maurici, sent successivament derrotats pels insurgents.
Envoltats i aïllats pels rebels en la franja litoral de Nova Holanda, de Recife a Itamaracá, els invasors van començar a patir amb la manca d'aliments, el que els va portar a atacar plantacions de mandioca en les viles de São Lourenço, Catuma i Tejucupapo. El 24 d'abril de 1646, va tenir lloc la famosa batalla de Tejucupapo, on dones camperoles armades amb estris agrícoles i armes lleugeres van expulsar els invasors neerlandesos, humiliant-los definitivament. Aquest fet històric es va consolidar com la primera participació militar important de la dona en la defensa del territori brasiler.
Amb l'arribada gradual de reforços portuguesos, la revolta lusobrasilenya contra el domini holandès va acabar amb la pèrdua holandesa de les colònies brasileres el 1654 i els neerlandesos es van retirar formalment el 1661. La data de la primera de les batalles a Guararapes és considerada l'origen de l'Exèrcit del Brasil.